# Nishizō Tsukahara
Nishizō Tsukahara (japonès: 塚原二四三|Tsukahara Nishizō) (3 d'abril de 1887 – 10 de gener de 1966) va ser un almirall de la Marina Imperial Japonesa durant la Segona Guerra Mundial.

## Biografia
Tsukahara va néixer a la prefectura de Fukui, però la seva residència oficial era Kofu, a la Prefectura de Yamanashi, a on es crià. El 1908, Tsukahara es graduà a la 36a promoció de l'Acadèmia Naval Imperial Japonesa, sent el 20è d'una promoció de 119 cadets (entre els seus companys estava Chūichi Nagumo). Serví com a guardamarina als creuers Soya i Iwate, així com al cuirassat Okinoshima. Després de ser promogut a alferes el 1910, va ser destinar al cuirassat Shikishimai al destructor Yudachi.
Posteriorment serví al Yamashiro i al creuer Aso. Després de la seva promoció a tinent el 1914, va ser destinat al Umikaze', sent cap de navegació del Mogami el 1916. seguit del Chitose, del vaixell de reparacions Kanto i del creuer Ibuki.
Tsukahara es graduà a l'Acadèmia Naval d'Estat Major el 1920, sent promogut a tinent comandant. Ocupà diversos càrrecs d'estat major al Districte Naval de Yokosuka, majoritàriament relacionats amb l'aviació naval. Entre 1925 i 1926 va ser enviat als Estats Units i a Europa, i al seu retorn va ser destinat com a oficial executiu al portaavions Hōshō.
El 29 de novembre de 1929 va ser promogut a  Kaigun Taisa, sent nomenat comandant del Ōi. Entre 1931-32 va formar part de la delegació a la Conferència de Ginebra pel Desarmament Naval, i el 20 d'octubre de 1933 rebé el comandament del Akagi.
Tsukahara va ser promogut a Kaigun Shōshō el 15 de novembre de 1935. Comandà diversos esquadrons de caces, i el 15 de novembre de 1939 va ser promogut a  Kaigun Chūjō. L'abril del 1940 esdevingué comandant del Districte de la Guàrdia de Chinkai i, des del 10 de setembre de 1941 a l'1 d'octubre de 1942, va ser Comandant en Cap de l'11a Flota Aèria.
Estacionada a Tinian, l'11a Flota Aèria participà en la invasió de les Filipines i posteriorment recolzà les ofensives japoneses a Nova Guinea i les illes Salomó des de Rabaul, Nova Bretanya i d'altres localitzacions. El 8 d'agost de 1942 després dels desembarcaments aliats a Guadalcanal i Tulagi, Tsukahara es desplaçà cap a Rabaul per llançar de més a prop atacs directes contra les forces aliades invasoeres. A Rabaul, Tsukahara va ser posat al capdavant de totes les forces navals a la zona de Nova Guiena i les Salomó, així com de l'11a Flota Aèria, comandament que rebé el nom de Comandament de l'Àrea Sud-est. Posteriorment caigué malalt i va ser substituït per Jinichi Kusaka.
Després de recuperar-se, Tsukahara va ser nomenat Director de Comandament de l'Aviació Naval entre l'1 de desembre de 1942 al 15 de setembre de 1944. Posteriorment va ser comandant en cap del Districte Naval de Yokosuka fins a l'1 de maig de 1945.
El 15 de maig de 1945 va ser promogut a  Kaigun Taishō. Va morir a Tokio el 1966, i està enterrat al Cementiri de Tama Reien.